# NGC 5053
NGC 5053 ist ein 9,8 mag heller Kugelsternhaufen im Sternbild Haar der Berenike. Seine Entfernung beträgt 65.000 Lichtjahre. Im Vergleich zu anderen Kugelhaufen sind seine Sterne wesentlich schwächer konzentriert, da sich bei NGC 5053 auf einem Durchmesser von etwa 160 Lichtjahren nur 3.500 Sterne verteilen. Am nächtlichen Himmel befindet er sich rund 1° östlich von M53.
NGC 5053 wurde am 14. März 1784 von Wilhelm Herschel entdeckt.